# ラゴス・デ・モレノ
ラゴス・デ・モレノ (Lagos de Moreno) は、メキシコのハリスコ州にある自治体。市内には歴史的な建築が多く残る。プエブロ・マヒコ選出。

## 出身者
- マスカラ・アニョ・ドスミル - プロレスラー